# 쑹쯔안

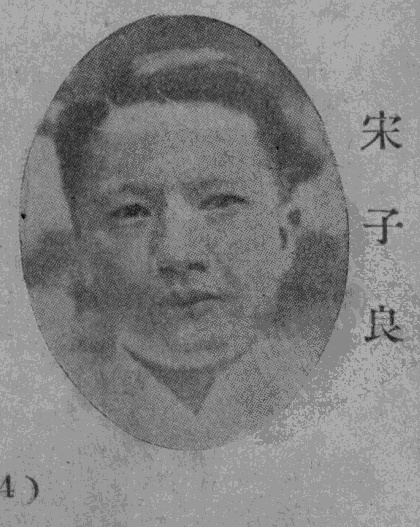
둘째 친형 쑹쯔량 前 자유중화민국 타이완 외교부장 예하 미국국제정치외교비서관

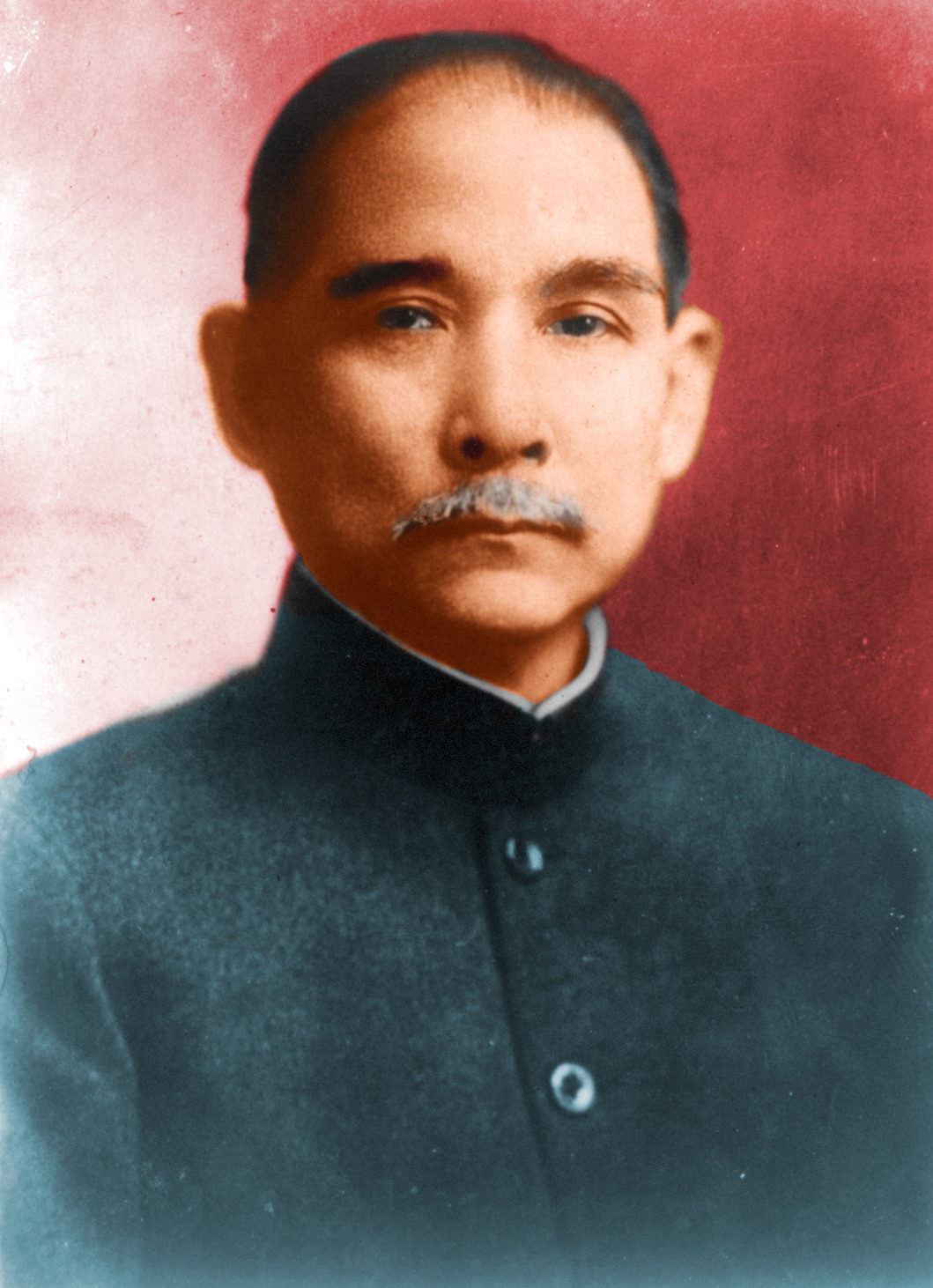
둘째 자형 故 쑨원 前 중화민국 대통령.

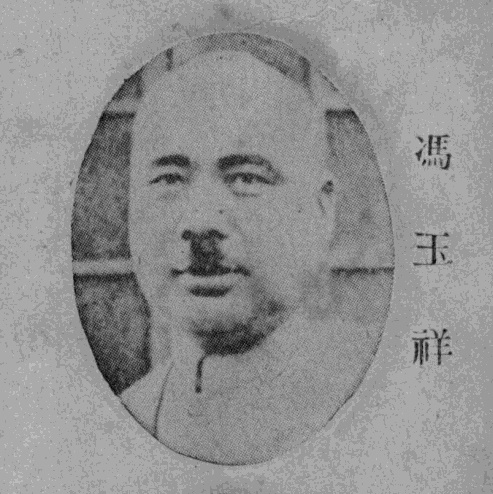
제2차 세계 대전 이후 정적지간으로 전락한 故 펑위샹 前 중화민국 국민정부 국가원수 권한대행

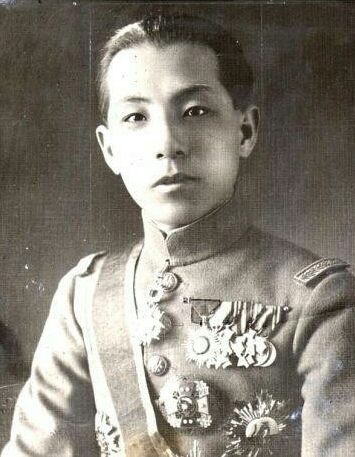
지난날 한때 시안 사건 이후 정적지간으로 전락하였지만 훗날 옌자간 前 자유중화민국 타이완 총통의 배려를 받아 화해를 한 前 자유중화민국 타이완 군벌 정치가 장쉐량 前 중국국민당 연대국방개혁연합참모위원장 직무대리

쑹쯔안(宋子安, 송자안, 1906년 4월 27일 ~ 1969년 2월 25일)은 중화민국 타이완 국적의 홍콩 외교관 겸 정치인이자 은행가이다.

## 생애
개신교 목회자 겸 정치가 쑹자수(1863~1918)의 슬하 3남 3녀 중 막내이며 쑹아이링(1888~1973), 쑹칭링(1890~1981), 쑹쯔원(1891~1971), 쑹메이링(1901~2003), 쑹쯔량(1903~1987)의 남동생이다. 청나라 장쑤성 상하이에서 출생하였고 지난날 한때 청나라 광둥 성 광저우에서 잠시 유아기를 보낸 적이 있는 그는 홍콩 광둥 은행 총재를 지냈다.